# Angolo di Brewster

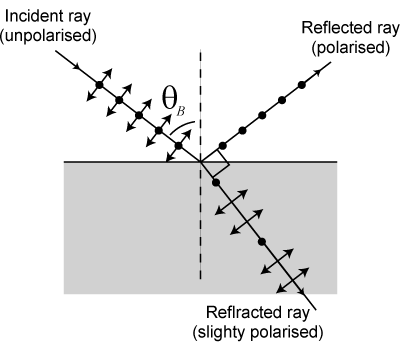
Illustrazione della polarizzazione della luce incidente su un'interfaccia all'angolo di Brewster.

L'angolo di Brewster (anche conosciuto come angolo di polarizzazione) si riferisce a un fenomeno ottico che prende il nome dal fisico scozzese Sir David Brewster (1781–1868). L'angolo di Brewster è un particolare angolo {\displaystyle \theta _{B}} tale per cui se un'onda incide su una superficie proprio a {\displaystyle \theta _{B}}, si trova che l'onda riflessa è polarizzata perpendicolarmente al piano di propagazione.

## Descrizione
Quando la luce passa da un mezzo a un altro mezzo che ha indice di rifrazione diverso dal primo, in genere parte dell'onda viene riflessa dall'interfaccia esistente tra i mezzi. A un particolare angolo di incidenza, però, la luce con una particolare polarizzazione non può essere riflessa. Questo angolo di incidenza è detto "angolo di Brewster", {\displaystyle \theta _{B}}. La polarizzazione che non può essere riflessa a questo angolo è quella per cui il campo elettrico dell'onda luminosa giace nello stesso piano del raggio incidente e della normale alla superficie (si parla di onda polarizzata p, in cui "p" sta per "parallelo", o TM, transverse magnetic). Con riferimento all'immagine sopra, il piano di propagazione è quello della figura. Quando un raggio non polarizzato colpisce una superficie all'angolo di Brewster, il raggio riflesso è sempre polarizzato perpendicolarmente al suddetto piano di propagazione (polarizzazione s, dal tedesco senkrecht, perpendicolare).
È possibile comprendere qualitativamente il meccanismo fisico di questo fenomeno considerando il modo in cui un dipolo elettrico nel mezzo risponde a luce polarizzata p (parallela al piano di incidenza e perpendicolare all'interfaccia dei due mezzi). Si può immaginare che la luce sia assorbita, e poi re-irradiata dai dipoli all'interfaccia dei due mezzi. La polarizzazione della luce deve sempre essere perpendicolare alla direzione di propagazione. I dipoli che emettono la luce riflessa e rifratta sono gli stessi, ed oscillano nella direzione di polarizzazione. In ogni caso, i dipoli non possono emettere nella direzione del momento di dipolo elettrico. Quindi, se la direzione di propagazione della luce rifratta è perpendicolare a quella che dovrebbe avere la luce riflessa secondo la legge della riflessione speculare, i dipoli non possono emettere nessuna radiazione in questa direzione.

## Dimostrazione matematica
Definendo il coefficiente di riflessione come rapporto tra il campo elettrico dell'onda incidente e quello dell'onda riflessa, per la polarizzazione s o TE (con il campo magnetico che giace nel piano individuato dalla direzione di propagazione e dalla normale alla superficie), per le equazioni di Fresnel sono valide le seguenti relazioni
{\displaystyle r_{s}=\left[{\frac {n_{1}\cos(\theta _{i})-n_{2}\cos(\theta _{t})}{n_{1}\cos(\theta _{i})+n_{2}\cos(\theta _{t})}}\right]^{2}}
in cui {\displaystyle \theta _{t}} si calcola da {\displaystyle \theta _{i}} per la legge di Snell.
Se l'onda incidente ha invece la componente del campo magnetico perpendicolare al piano di incidenza (dato dalla direzione di propagazione dell'onda incidente e dalla normale all'interfaccia) — situazione chiamata polarizzazione p o TM (dall'inglese transverse magnetic) — il coefficiente {\displaystyle r} è pari a:
{\displaystyle r_{p}=\left[{\frac {n_{1}\cos(\theta _{t})-n_{2}\cos(\theta _{i})}{n_{1}\cos(\theta _{t})+n_{2}\cos(\theta _{i})}}\right]^{2}}
Se si vuole cercare il valore per cui non esiste onda riflessa, bisogna annullare il numeratore delle due frazioni. Si nota subito che per la polarizzazione TE, il numeratore non si annulla mai, in quanto se {\displaystyle n_{2}>n_{1}}, {\displaystyle \theta _{t}<\theta _{i}} (per la legge della riflessione), quindi, essendo il coseno inversamente proporzionale all'ampiezza dell'angolo, non si riesce ad annullare la differenza {\displaystyle n_{1}\cos \theta _{i}-n_{2}\cos \theta _{t}}; stesso discorso vale se {\displaystyle n_{2}<n_{1}}.
Per la polarizzazione TM, invece, può esistere qualche valore di θi tale che riesca ad annullare tutto il numeratore. Per il calcolo di questo particolare valore, si pone {\displaystyle r_{p}} a sistema con la legge di Snell, e applicando alcune formule trigonometriche, si ottiene che il numeratore si annulla se {\displaystyle {\frac {n_{2}}{n_{1}}}=\operatorname {tg} (\theta _{i})}.
Il valore di {\displaystyle \theta _{i}} in corrispondenza del quale avviene la rifrazione totale è quindi  {\displaystyle \theta _{i}=\theta _{B}=\operatorname {arctg} {\frac {n_{2}}{n_{1}}}}.
Questo angolo è detto angolo di Brewster; per i calcoli sopra fatti, la rifrazione totale può avvenire solo con un'onda polarizzata p: se quindi su una superficie incide un'onda non polarizzata all'angolo di Brewster, la sua parte polarizzata p sarà tutta trasmessa, mentre la parte polarizzata s verrà in parte riflessa. Questo è un esempio di polarizzatore, che data in ingresso un'onda non polarizzata all'angolo di Brewster, fornisce in uscita un'onda trasmessa parzialmente polarizzata p (TM) e un'onda riflessa polarizzata s (TE).